# Brivio
Brivio là một đô thị và thị xã của Ý. Đô thị này thuộc tỉnh Lecco trong vùng Lombardia. Brivio có diện tích 7 km2, dân số theo ước tính năm 2010 của Viện thống kê quốc gia Ý là 4770 người. 
Các đơn vị dân cư: Beverate, Vaccarezza, Toffo, Bella Venezia, Foppaluera.
Đô thị Brivio giáp với các đô thị: